# 岳维藩
岳维藩（1914年—1985年），男，山西五台沟南村人，中国政治人物，曾任南京市人民委员会市长，太原市人民委员会市长，山西省人民政府副省长。

## 生平
1926年在本村初小毕业。到太原的山西省立国民师范学校附设工艺部当童工，榆次晋华纺纱厂做挡车学徒工，又到太原兵工厂步枪厂当钳工。1930年考入太原并州中学。1933年考入成成中学。1935年因参加进步学生活动被捕判刑五年，羁押在陆军监狱。1936年西安事变后经组织营救出狱，入山西军政训练团第七队受训。1937年5月，由郑林介绍加入中国共产党。
抗战爆发后，历任安邑县牺盟会特派员，乡宁牺盟会中心区秘书、汾城县县长。协助组建山西新军政卫第一、第二支队，后扩编为山西新军二一二旅、二一三旅。1939年十二月事变后，历任沁县县长、太岳行署财务处科长、秘书，太岳三专署汾南办事处主任，稷麓县县长，吕梁十专署专员。
1949年后，历任晋南中心专署副专员，运城专署专员。1952年任太原市副市长。1955年1月任太原市人民委员会市长。1965年任南京市人民委员会市长。1979年任山西省人民政府副省长兼太原市委书记兼太原市革命委员会主任。1982年任太原市人大常委会主任、党组书记。1985年6月10日因病逝世于太原。